# Hammerin' Harry
Hammerin' Harry, i Japan Daiku no Gen-san (大工の源さん?), är en serie plattformsspel utvecklade och utgivna av Irem från 1990 och framåt. Titlarna har släppts som arkadspel samt till NES, Game Boy, SNES och PSP.

## Spel i serien
| Japaneskspråkig titel                                                                   | Engelskspråkig titel                         | Format         | Släppår |
| --------------------------------------------------------------------------------------- | -------------------------------------------- | -------------- | ------- |
| 大工の源さん 〜べらんめ町騒動記〜 Daiku no Gen-san: Beranmechou Soudouki                | Hammerin' Harry                              | arkad          | 1990    |
| 大工の源さん Daiku no Gen-san                                                           | Hammerin' Harry                              | NES            | 1990    |
| 大工の源さん ゴーストビルディングカンパニー Daiku no Gen-san: Ghost Building Company    | Hammerin' Harry: Ghost Building Company      | Game Boy       | 1991    |
| 大工の源さん2 赤毛のダンの逆襲 Daiku no Gen-san 2: Akage no Dan no Gyakushuu            |                                              | NES            | 1992    |
| がんばれ大工の源さん Ganbare! Daiku no Gen-san                                          |                                              | SNES           | 1993    |
| 大工の源さん ロボット帝国の野望 Daiku no Gen-san: Robot Teikoku no Yabou                |                                              | Game Boy       | 1994    |
| 大工の源さん カチカチのトンカチがカチ Daiku no Gen-san: Kachikachi no Tonkachi ga Kachi |                                              | Game Boy Color | 2000    |
| いくぜっ! 源さん 夕焼け大工物語 Ikuze! Gen-San: Yuuyake Daiku Monogatari                | Hammerin' Hero (Nordamerika)/Gensan (Europa) | PSP            | 2008    |

### Fotnoter
1. ↑  ”Hammerin' Harry legacy” (på engelska). Mobygames. http://www.mobygames.com/game-group/hammerin-harry-legacy. Läst 18 maj 2015.